# Caméra Moviecam
La caméra Moviecam est un appareil de prise de vues lancé à Vienne (Autriche) en 1984 par l’ingénieur Fritz Gabriel Bauer. 

## Description
Comme toutes ses concurrentes (Arriflex, Panaflex), la Moviecam Superamerica possède les indispensables contre-griffes et un obturateur réglable (45 à 180°). Elle est équipée d’un moteur régulé quartz qui peut actionner l’appareil de 1 à 50 images par seconde en marche avant et de 12 à 32 images par seconde en marche arrière. Elle a la possibilité de tourner sur 4 perforations (format normal) ou — en format allongé — sur 3 perforations (Super 35). Son viseur est très pratique, puisqu’il peut être orienté sur 360°, l’image donnée au cadreur restant droite (grâce à un jeu de prismes). Bien entendu, la visée peut être transmise à distance par tube vidéo. Il est possible de climatiser le boîtier et les magasins.
On lui a donné une réplique allégée, la Moviecam Compact MK2, sortie en 1990. Ce modèle accepte tous les accessoires de la Superamerica.